# Szestajewo
Szestajewo (ros. Шестаево, baszk. Шестаев) – wieś (ros. село, trb. sieło) w Baszkirii w rejonie dawlekanowskim, siedziba szestajewskiego sielsowietu. 1 stycznia 2009 r. wieś zamieszkiwało 166 osób.